# TV Athenas
TV Athenas é uma emissora de televisão brasileira com sede na cidade de São Luís, capital do estado do Maranhão. A emissora de televisão é sintonizada no canal 39 (40 UHF digital). Atualmente está exibindo uma programação gospel. Pertence ao político e empresário Edinho Lobão.
O nome da emissora de TV é uma homenagem ao tempo em que a cidade era conhecida como São Luiz, Athenas Brazileira (grafia feitas na época) no Século XIX por conta de grande números de diversos atores (escritores, poetas, jornalistas, teatro, entre outros) na época do Império do Brasil sob D. Pedro II (1840-1889), que praticamente desapareceu com a Proclamação da República (após 1889).

## História

### 1999: Concessão
No dia 28 de abril de 2000, a Portaria Nº 495 foi publicada no Diário Oficial da União, datada no dia 4 de agosto de 1999, no Processo nº 53000.006359198, autoriza a TV ATHENAS BRASILEIRA LTDA a executar os Serviços de Retransmissão e de repetição de Televisão (RTV), ao Serviço de Radiodifusão de Sons e Imagens (televisão), para repetir no canal 39, os sinais gerados pela Rede Mulher, da cidade de Araraquara, interior do Estado de São Paulo. Essa concessão foi assinada pelo então Secretário Executivo (e futuro Ministro das Comunicações entre 2002 a 2003), Juarez Quadros. Por estar na Amazônia Legal, a emissora poderá gerar programas locais, por ser Microgeradora.

### 2003 a 2004: Rede Mulher
Depois de quase três anos depois da autorização, a emissora entrou no ar no início de junho de 2003, como afiliada à Rede Mulher. O sinal da rede voltou depois de quase dois anos e meio, quando a TV Cidade trocou a Rede Mulher pela RedeTV! na noite do dia 20 de novembro de 2000.
Durante a transmissão com a rede, a emissora não exibia programas locais, apenas era repetidora da Rede Mulher, como consta a concessão de 1999 ao Canal 39. No entanto, apesar de ter entrado no ar em 2003, no site da Rede Mulher, aparece como estivesse no ar desde 2001.

### 2004 a 2006: Rede 21
Em 22 de março de 2004, em menos de um ano de afiliação com a Rede Mulher, deixou a antiga rede e se filiou à Rede 21, do Grupo Bandeirantes, umas das primeiras afiliadas da rede formada em 2003.
Depois da saída da Rede Mulher pelo Canal 39, a rede nunca mais voltava a ser sintonizado em canal aberto na capital maranhense e arredores, apenas pela operadora de TV por assinatura à cabo TVN no canal 11 e em antenas parabólicas até ser extinta em 2007.
Nos meses seguintes, com afiliação à Rede 21, passou ser a mais longa afiliação, em comparação com a primeira rede, mas em 2005 e 2006, as transmissões foram interrompidas dezenas de vezes, desde condições climáticas e problemas técnicos dos transmissores. Muitos dos telespectadores na época se queixaram pela saída constante da emissora do ar, o que chegou ser divulgado em jornais e até pelo site de relacionamento Orkut (extinto em 2014).
A emissora manteve a rede até extinção em 2006.

### 2006 a 2007: Play TV
Em 5 de junho de 2006, a Rede 21 muda nome para PlayTV, que mesmo com a mudança de nome, manteve afiliação com nova rede.
No entanto, as constantes quedas de sinal da época da Rede 21 continuaram. O mais longo período de fora do ar foi em 2007, quando entre junho a agosto, ficou fora do ar até ser restabelecida definitivamente, mas saiu do ar novamente e dias depois, retornou ao ar.
No dia 6 de setembro de 2007, segundo publicação do periódico Jornal Pequeno, o jornalista maranhense Kim Lopes foi convidado pelo empresário Edison Lobão Filho (presidente do Sistema Difusora de Comunicação) para assumir a direção da TV Athenas para implantar a programação local, depois de atuar por sete anos (2000 a 2007) no departamento de jornalismo da TV Difusora. Nesse período, Kim Lopes exerceu todas funções no jornalismo televisivo da Difusora, mas antes desse cargo, foi apresentador do Poupa Ganha (em São Luis e Fortaleza) e no Domingão da Sorte, entre 1994 a 2000.
Em 10 de setembro, a emissora passou a operar em fase experimental.

### 2007 a 2008: Quase afiliada à Record News e fora do ar
Em 27 de setembro, quando a Record News entrou no ar no lugar da Rede Mulher, a TVN não dispôs sinal, pois trocou pela BandNews TV, ao deixar telespectadores da TVN não verem a inauguração da Record News.
Em outubro, a direção da emissora, comandada pelo Kim Lopes (ex-diretor de jornalismo da TV Difusora) anunciou à imprensa que vai trocar a PlayTV pela Record News entre outubro e novembro do mesmo ano, já pelo fato da TVN ter tirado o sinal da Record News do ar antes da inauguração (que só pôde ser acompanhado em antenas parabólicas) e que Kim Lopes vai ancorar programa de entrevistas. Os meses previstos pela troca de rede nunca ocorre e a imprensa resolveu cobrar sobre posicionamento da emissora, sem sucesso.
Depois de mais quatro meses com transmissão ininterrupta, saiu do ar às 12hs10min do dia 9 de dezembro, mas retornou na mesma hora no dia 31 de dezembro, mas voltou a sair do ar por volta das 2h no dia 16 de janeiro de 2008. Só retornou na mesma hora no dia 20 de janeiro, mas saiu do ar em 15 de fevereiro de 2008, devido a péssima retransmissão da rede (a TV Athenas recebe a PlayTV pela operadora de TV por assinatura SKY, quando ocorre chuva, perde-se sinal ou fica com imagem ruim em várias emissoras na operadora).
A saída do ar da emissora deveu-se em razão das obras de engenharia nos prédios do Sistema Difusora de Comunicação (onde funciona a emissora), a fim de que sejam feitas as instalações dos transmissores, cabos, antenas da nova torre. A direção da emissora resolveu convocar Kim Lopes para dar contribuição ao Departamento de Jornalismo da TV Difusora (dirigido pela sucessora, a jornalista Marilia sffeir). As obras, que inicialmente deixaria a emissora fora do ar por 15 dias e até um mês, não ocorreram com o passar do tempo.
No entanto, surgiu em meados de julho de 2008, informações da imprensa local de que a emissora desistiu de trocar PlayTV por Record News, pois a emissora não tinha estrutura física para adequar imposições da nova rede, já que a emissora já tinha problemas de queda de sinais constantes.

### 2008 a 2009: Retorno da TV Athenas com outras emissoras
Em junho de 2008, quando o Grupo Bandeirantes decidiu não renovar o contrato com Gamecorp, que tem como donos o Grupo Oi (Ex-Telemar) e o Fábio Luís Lula da Silva (filho do então Presidente da República, Luiz Inácio Lula da Silva) por não ficar satisfeito com o canal (e nem com a empresa criadora dos programas exibidos na PlayTV), fez que a Rede 21 voltasse em 7 de julho, mas a TV Athenas não assinou ou renovou o contrato de afiliação, por estar fora do ar naquela época.
No dia 12 de agosto, segundo o Jornal Pequeno, baseando-se em fontes anônimas, informam que o jornalista Kim Lopes, visitou a Esperança FM, emissora aonde começou a sua trajetória profissional e um dos fundadores da primeira rádio evangélica do estado, de onde saiu depois para TV Difusora. Surge suspeita de que irá sair da Difusora, o que não se confirma.
Em 19 de agosto, depois de mais de seis meses fora do ar, a TV Athenas retorna com as transmissões, desta vez retransmitindo toda programação da TV Serra Dourada (emissora afiliada ao SBT, localizada em Goiânia, no estado de Goiás).
Em 29 de agosto, a emissora voltou a retransmitir a Rede 21 (com programação da Igreja Mundial do Poder de Deus em parceria do Grupo Bandeirantes com os dirigentes da igreja realizada no mês de agosto) depois de mais de seis meses fora do ar na região, mas no dia seguinte, voltou à TV Serra Dourada. Em 31 de agosto, trocou a retransmissão da TV Serra Dourada pelo SBT Nova Friburgo (emissora própria do SBT, localizada em Nova Friburgo, no estado do Rio de Janeiro, também conhecida como SBT Interior RJ). A retransmissão da SBT Nova Friburgo dura até o dia 9 de setembro, quando a emissora volta retransmitir a Rede 21.
No entanto, pelas leis brasileiras, é proibido que duas ou mais emissoras na mesma cidade ou região transmitam a mesma rede (pois pode configurar monopólio), exceto a invasão de sinal de dois ou mais canais de uma mesma emissora em diferentes cidades que chegam em outra cidade (que é muito comum nas cidades no interior do Brasil).
Entre os dias 5 a 9 de fevereiro de 2009, a emissora saiu do ar devido as fortes chuvas na região, depois manter seis meses ininterrupto. Em 9 de abril, novamente devido às chuvas fortes no Maranhão, a emissora saiu do ar.
Na madrugada do dia 28 de maio, a emissora voltou ao ar, retransmitindo a programação da Central Nacional de Televisão (CNT), que não tinha sinal na região desde que a TV Tropical retransmitiu por duas vezes em 2003 e 2009.

### 2009 a 2013: Rede 21
Em 14 de junho, depois de dois meses, deixa a CNT e volta a transmitir a Rede 21.
Em agosto, a emissora passa exibir os primeiros programas locais da história da emissora: são os programas da Igreja Mundial do Poder de Deus em São Luís, entre os mais conhecido é "O Poder Sobrenatural da Fé". A exibição é feita após ser feita arrendamento dos pastores à emissora. No início, eram seis horas por dia.
Em 2010, passou a ocupar doze horas, com versões de programas exibidas pela Rede 21, incluindo reprises, tornando-se a emissora com maior tempo com programação local na região, porém só com programas religiosos.
Em 2011, a programação é ampliada para 15 horas com reprises, mas desta vez a versão local do Milagre Urgente. No mesmo ano, com arrendamento de novos programas religiosos, a emissora compra equipamentos televisivos mais modernos (substituindo todos os antigos da época que entrou no ar) e amplia estúdios para gravação de programas.
Em 2012, com arrendamento e novos programas religiosos, a programação local começa sempre à meia-noite (com reprises) e inéditos (manhã e tarde) até meados seis da tarde, ou seja, 18 horas de programação local, continuando com terceiro ano consecutivo, a emissora com maior tempo com programação local.
Além da programação local, o alcance do raio de transmissão do sinal melhora consideradamente, que até então captado parte da Grande São Luís, chega a cerca de 10 municípios.
Em 25 de novembro, o canal 33, passou a repetir o sinal transmitido pela TV Athenas. Até então, repetia integralmente a Rede 21, mas sai do ar cinco dias depois. Em 22 de fevereiro de 2013, voltou ao ar e saiu do ar novamente em seis dias depois, mas retorna em março com várias interrupções, desistindo de retransmitir o canal 39.

### 2013 a 2014: Rede Mundial
Devido os constantes atrasos de pagamentos da Igreja Mundial do Poder de Deus (liderado por Valdemiro Santiago) ao Grupo Bandeirantes de Comunicação (presidido por Johnny Saad), devido à grave crise financeira da igreja na qual tentou sem sucesso esconder a informação à imprensa, fez o líder da igreja dever 21 milhões de reais ao grupo após três meses sem pagar, a Rede 21 desvinculou-se da Rede Mundial em 8 de novembro, passando a exibir Terraviva provisoriamente e em menos de uma semana, passou a exibir cultos da TV Universal.
Quando a Rede 21 passou a exibir os programas da TV Universal, a TV Athenas decidiu se desfiliar da rede e passou a exibir a programação integral da Rede Mundial, visto que o Sistema Difusora de Comunicação ainda estava arrendando o canal aos pastores da igreja. Com isso, o canal 33 também passou a exibir integralmente a mesma emissora do canal 39.

### 2014 a 2017: Slides de identificação, RBTV e fora do ar
Na meia-noite do dia 14 de junho de 2014, a emissora deixou de exibir programas religiosos da Igreja e nem mais retransmitir a programação da Rede Mundial. No lugar dos programas religiosos, a emissora não exibe nenhuma rede de televisão, pois está servindo apenas para divulgar slide de identificação da emissora (apenas exibindo foto em que mostra praça Gonçalves Dias, com slide de identificação da emissora: TV Atenas Canal 39 São Luís).
Os motivos da emissora trocar programação religiosa por slide de identificação não estão completamente esclarecidas, pois a imprensa maranhense local nunca deu notícia ou se interessou fazer cobertura no caso (por isso ausência de sites ou blogs na época). No entanto, suspeita-se que a saída da programação religiosa deve-se as constantes atrasos de pagamentos na qual muitas emissoras sofriam com a igreja, como aconteceu com a CNT e a Rede 21.
No entanto, segundo informações de fontes que não quiseram se identificar, ao contrário que se pensava, a TV Athenas nunca teve contrato com a Igreja Mundial do Poder de Deus local, mas com empresa intermediaria do Rio de Janeiro com a igreja local. O diretor da emissora visitou a sede estadual da igreja, informando aos pastores que a emissora não recebe os pagamentos há três meses e exigiu que a empresa intermediaria pague imediatamente as parcelas atrasadas.[carece de fontes?]
Apesar disso, o líder estadual da igreja mostrou ao diretor os recibos e os depósitos todos pagos em dia e renegociar os que estão atrasados. Depois da mostra dos recibos, o diretor exigiu os pagamentos em falta fossem realizados, pois caso contrário irá suspender a programação. Apesar da igreja estar em dia com seus pagamentos e aos constantes atrasos da empresa intermediaria, o diretor cumpriu a promessa e decidiu tirar a programação tirada do ar, prejudicando a igreja.[carece de fontes?]
Após retirada da programação pelo slide de identificação da emissora, a Igreja Mundial do Poder de Deus local se mostrou interesse em fechar contrato direto com a emissora (ao invés da empresa do Rio de Janeiro) e renegociar os atrasos de pagamentos, mas a direção da emissora não interessou a proposta da igreja. Ao mesmo tempo, os líderes da igreja decidiram negociar com os donos do canal 33 (que repetia toda programação religiosa da Rede Mundial), com potência menor que o canal 39.[carece de fontes?]
Em 1.º de agosto, a Igreja Mundial do Poder de Deus passou a ter exibição no canal 33, identificando como "TV Mundial Maranhão", enquanto o canal 39 continuava com slide de identificação. No dia 19 de agosto, no mesmo dia em que começava a propaganda política obrigatória, a emissora sai do ar.

Barras de cor similar ao veiculado no canal 39, entre 21 de janeiro a 26 de março de 2015.

Depois de cinco meses fora do ar, por volta das 9hs30min da manhã do dia 21 de janeiro de 2015,o canal 39 voltou ao ar, apenas como canal em teste, mostrando barras de cor (ou color bar).
Na manhã do dia 27 de março, depois de mais de três meses em color bar, a emissora surpreende ao passar a retransmitir a programação da Rede Brasil de Televisão (RBTV). Embora o som do canal 39 estivesse normal, o som da rede estava baixo e fazia barulho, só resolvido no dia seguinte. No entanto, dois dias depois, após três dias de retransmissão, voltou com slide, desta vez sem color bar e identificação da emissora: "TV ATHENAS Canal 39/São Luís - MA" com fundo amarelo e o monumento da Antiga Grécia, que lembra as ruínas de Panteão.
Na tarde do dia 23 de abril, a emissora voltou com a RBTV, menos de 24 horas depois, voltou a exibir slide de identificação. A partir de então, passou a operar com o slide de identificação do canal até a definição da rede (visto como forma para que o Sistema Difusora de Comunicação não perca concessão), o que não acontece, pois operava canal de identificação sem exibição de programação o dia inteiro, porém com interrupções um dia sim, outro dia não, até sair do ar no início de agosto.

### 2017 a 2019: Rede Mundial
Em 18 de abril de 2017 a emissora voltou ao ar para retransmitir a Rede Mundial e exibir programas locais da Igreja Mundial do Poder de Deus, depois de três anos de ausência de programação.
A emissora começa o ano de 2018 com início de testes de transmissões digitais através do canal 40 UHF, entre 1.º de janeiro a 3 de janeiro de 2018,operando em definitivo no dia 4 de janeiro do mesmo ano.
Desde que o sinal analógico foi encerrado para dar exclusividade ao digital (28 de março), seu maior concorrente é a São Luís TV (canal 18) que exibe programas da mesma igreja, só que pela Ideal TV, com imagem superior da concorrente.
Em agosto de 2018, passou a retransmitir parte da programação da RCI que transmite a Rede Mundial em alta definição, mas a transmissão durou menos de um mês e deixou a alta definição, voltando apenas em baixa definição, mas em setembro, voltou com a Rede Mundial.

### 2019 a 2021: Programação independente
À meia-noite do dia 1.º de novembro de 2019, a emissora surpreende ao suspender a programação da Rede Mundial, ficando com a tela preta por uma semana e depois passando a transmitir conteúdo gospel.
Em 18 de dezembro do mesmo ano, a empresária e jornalista Paulinha Lobão anunciou que em 2020 vai ampliar sua atuação no segmento (após o sucesso da Nova FM) com o surgimento do Grupo Nova e anunciou a criação da TV Nova no lugar da TV Athenas.
Em maio de 2020, a emissora lançou o slogan O canal da bênção.

### Desde 2021: Rede Mundial
Em março de 2021, A TV Athenas voltou a exibir programas religiosos da Igreja Mundial do Poder de Deus, depois de um ano e quatro meses de exibição de clipes musicais evangélicos. Com isso, canal 39.1 passou a transmitir a Rede Mundial e a TV Athenas para ser transmitida no canal 39.2 na cidade.

## Sinal digital
| Canal virtual | Canal digital | Resolução de tela | Programação                         |
| ------------- | ------------- | ----------------- | ----------------------------------- |
| 39.1          | 40 UHF        | HD                | Programação principal da TV Athenas |

A TV Athenas iniciou testes de transmissões digitais em São Luís através do canal 40 UHF, entre 1.º de janeiro a 3 de janeiro de 2018, operando em definitivo no dia 4 de janeiro do mesmo ano.
Inicialmente, o início de transmissão digital era para ser no canal 50 UHF, de acordo com o site do Ministério das Comunicações, mas a pedido do órgão regulador, o canal foi transferido do canal 50 para o 40, próximo ao canal 39 analógico.
Transição para o sinal digital
Com base no decreto federal de transição das emissoras de TV brasileiras do sinal analógico para o digital, a TV Athenas, bem como as outras emissoras da Grande São Luís, cessou suas transmissões pelo canal 39 UHF na noite do dia 28 de março de 2018, seguindo o cronograma oficial da ANATEL. O último programa exibido pela emissora foi a programação nacional da Rede Mundial.